# Édouard Isidore Buguet
Édouard Isidore Buguet (ur. 13 lipca 1840 w Saint-Mard-de-Réno, zm. 1901) – francuski fotograf i medium.

## Życiorys
Urodził się 13 lipca 1840 r. w Saint-Mard-de-Réno. Działalność rozpoczął w okresie po upadku Komuny Paryskiej, otwierając zakład w dzielnicy Montmartre. Działał początkowo jako fotograf, ale pod wpływem znajomego zaczął przedstawiać się jako fotograf spirytystyczny i medium. Jako pierwszy połączył mesmeryzm z fotografią i utrzymywał się z fotografowania duchów na zlecenie klientów za pomocą różnych technik i rekwizytów. Podejrzewany o oszustwa, był od 1874 r. obserwowany przez policję. Zdemaskowany rok później przez paryską policję, która przeszukała jego zakład. Odnaleziono wówczas częściowo naświetlone klisze oraz lalki używane do tworzenia zdjęć duchów.
Buguet został aresztowany, a sądzony (16–17 lipca 1875 r.) przyznał się do manipulacji i odbył karę jednego roku pozbawienia wolności. Mimo tego wielu jego dawnych klientów nadal wierzyło w prawdziwość wykonanych przez niego fotografii, twierdząc, że choć inne fotografie są z pewnością fałszywe, to oni sami poznają swoich bliskich zmarłych na tych wykonanych dla nich. Wielu spirytystów uznało, że Buguet złożył swoje zeznanie pod przymusem albo licząc na łagodniejszy wymiar kary. Jako argumenty w jego obronie spirytualiści wskazywali również, że mógł używać oszukańczych sztuczek, gdy jego moce były akurat osłabione.
Później Buguet występował jako specjalista od oszustw; założył też na nowo warsztat fotograficzny i występował jako fotograf antyspirytystyczny, wykonując takie same zdjęcia jak wcześniej, ale tym razem dla rozrywki nowej klienteli, nie próbując już przedstawiać się jako osoba dysponująca nadprzyrodzonymi mocami. Ponadto po procesie Buguet przekazał narodowej bibliotece serię fotograficznych autoportretów, na których występował z duchem Paganiniego, sobowtórem i lewitującym krzesłem. Te fotografie, parodiujące fotografie spirytystyczne, opatrzył podpisem fotograf antyspirytystyczny.
Zmarł w 1901 r.